# Lilit Mkrtchian
Lilit Mkrtchian (in armeno Լիլիթ Մկրտչյան?) (9 agosto 1982) è una scacchista armena.
Ha conseguito i titoli di International Master (IM) e Woman Grandmaster (WGM), che la FIDE le ha assegnato rispettivamente nel 2003 e nel 1998. Mkrtchian è una quattro volte campionessa di scacchi femminile armena.
Nel 2002, Mkrtchian ha vinto la medaglia d'argento nel Campionato europeo individuale femminile a Varna, in Bulgaria, segnando 8½ / 11 punti. Ha partecipato al Campionato europeo di scacchi femminile a squadre del 2003 a Plovdiv, in Bulgaria, contribuendo a far vincere all'Armenia la medaglia d'oro. Mkrtchian ha vinto la medaglia di bronzo al 7º Campionato europeo individuale femminile del 2006 disputato a Kuşadası, in Turchia, segnando 7½ / 11 punti. Nell'edizione 2009 ha sfidato Tatiana Kosintseva per il primo posto segnando 8½ / 11 e ha preso l'argento dopo aver perso i playoff.
Nel dicembre 2009, ha ottenuto la decima posizione nell'elenco dei migliori sportivi dell'Armenia del 2009.
Nel 2013, è arrivata terza all'European Women's Individual Championship. Nel Campionato mondiale di scacchi femminile 2015 a Chengdu (Cina), Mkrtchian ha vinto la medaglia d'oro individuale sulla seconda scacchiera.